# Cinclidium stygium
Cinclidium stygium là một loài Rêu trong họ Mniaceae. Loài này được Sw. mô tả khoa học đầu tiên năm 1803.

## Hình ảnh

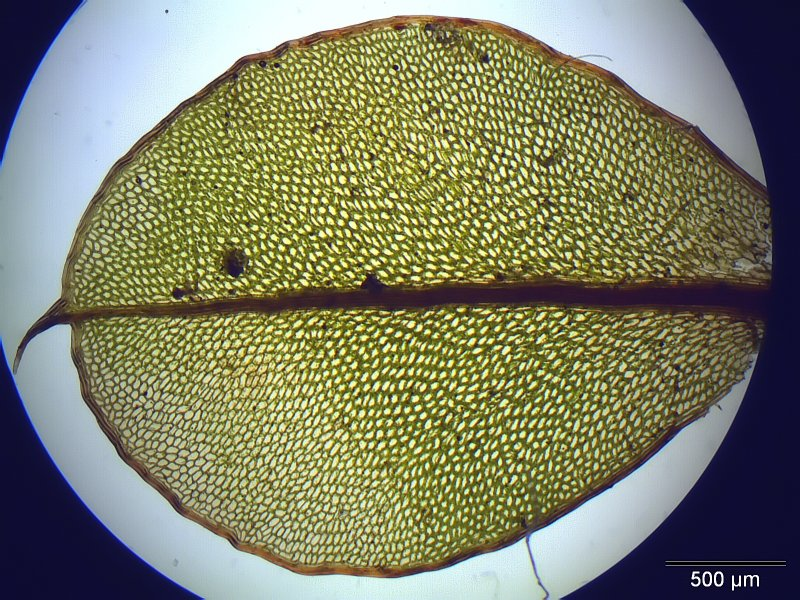
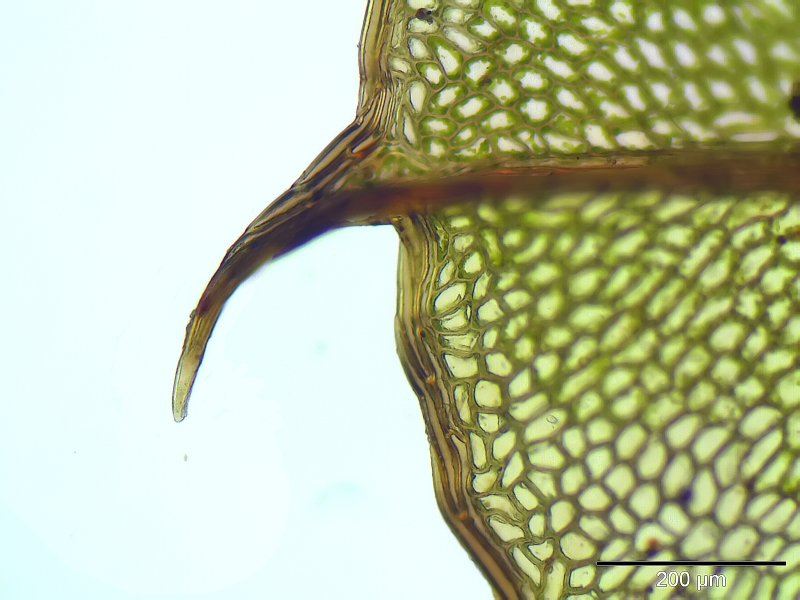
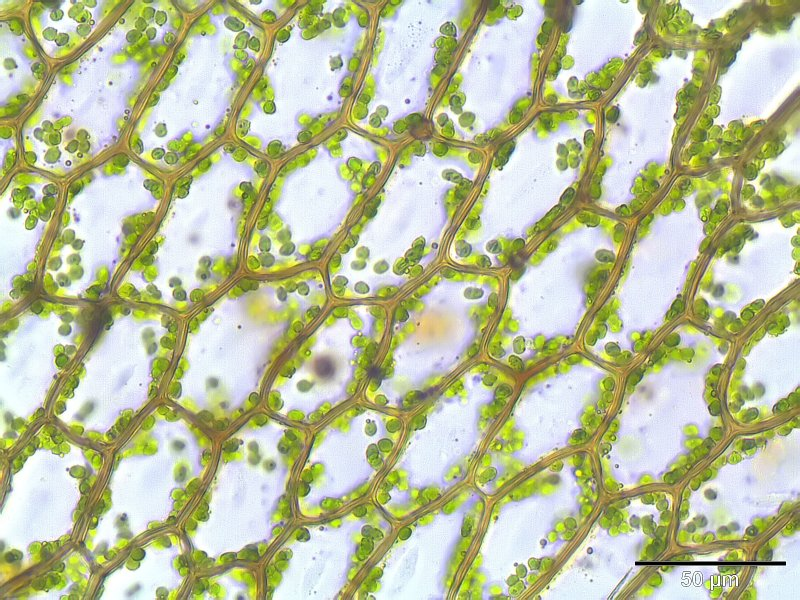
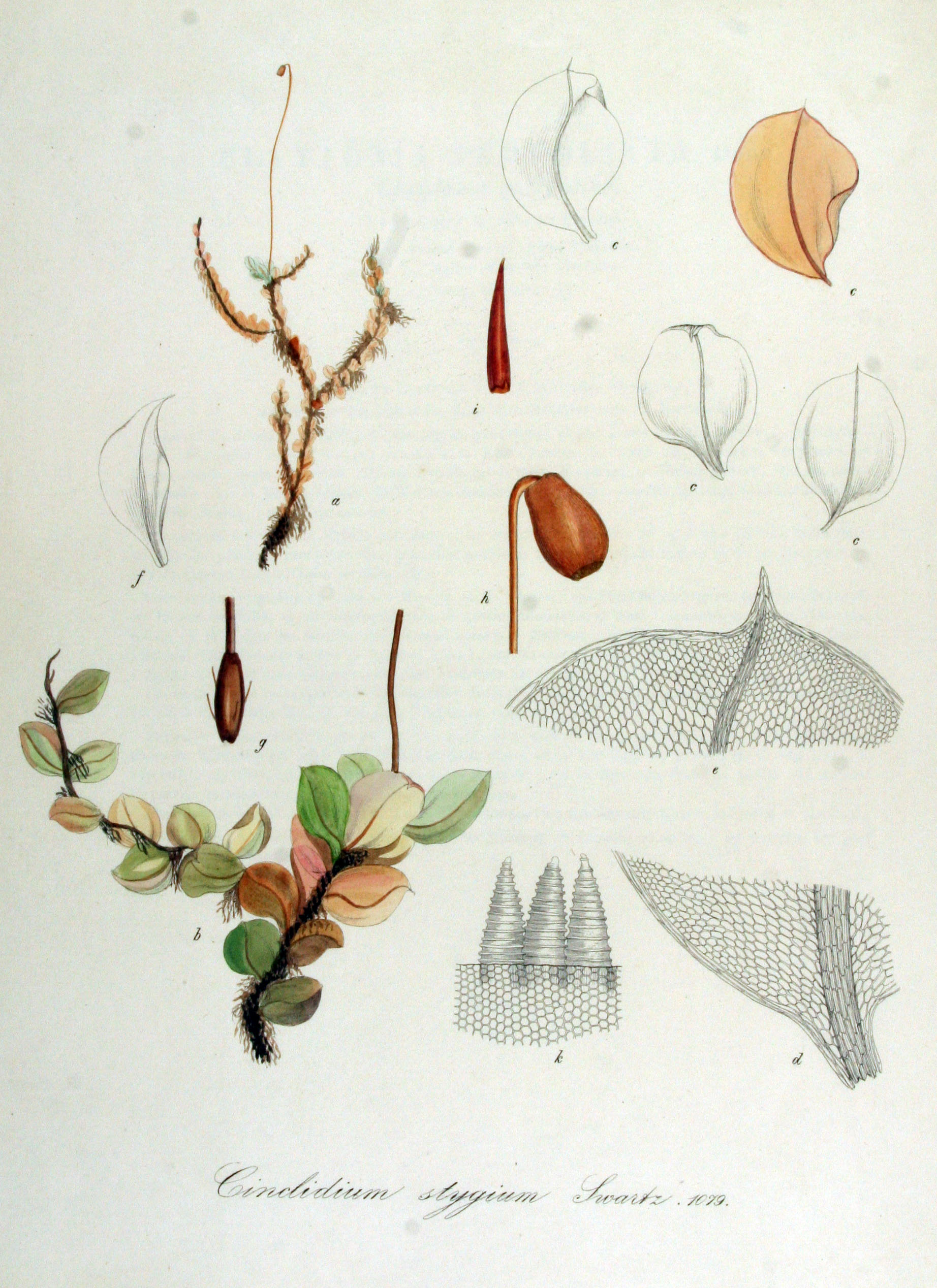